# San Juan Ihualtepec
San Juan Ihualtepec là một đô thị thuộc bang Oaxaca, México. Năm 2005, dân số của đô thị này là 717 người.